# Yōsuke Yamahata
Yōsuke Yamahata (山端 庸介, Yamahata Yōsuke, 6 août 1917 - 18 avril 1966) est un photographe japonais surtout connu pour avoir beaucoup photographié Nagasaki le lendemain du bombardement atomique de la ville.

## Biographie
Yamahata naît à Singapour; son père, Shōgyoku Yamahata (山端祥玉), plus tard connu comme photographe) y occupe un emploi lié à la photographie. Il s'installe à Tokyo en 1925 et commence des études à l'université Hōsei mais les abandonne en 1936 pour travailler chez « G-T. Sun » (ジーチーサン商会), Jīchīsan Shōkai, ou « Graphic Times Sun »), société photographique dirigée par son père. (il en devient président en 1947.) À partir de 1940, Yamahata travaille comme photographe militaire en Chine et ailleurs en Asie hors du Japon où il rentre en 1942.
Le 10 août 1945, le lendemain du bombardement de Nagasaki, Yamahata commence à photographier les dévastations, toujours en tant que photographe militaire. Sur une période d'environ douze heures, il prend une centaine de clichés; à la fin de l'après-midi, il prend ses dernières photographies près d'une station de premiers secours au nord de la ville. En une seule journée, il réalise les uniques vastes archives photographiques produites immédiatement après les bombardements atomiques de Hiroshima ou Nagasaki. Ces photographies paraissent rapidement, par exemple dans le numéro du 21 août de Mainichi Shinbun.
Après que les limitations imposées par le GHQ sur la couverture des effets de la bombe atomique ont été levées plus tôt en 1952, les photographies de Nagasaki par Yamahata paraissent dans le numéro du 29 septembre du magazine Life. la même année, elles sont publiées dans le livre Kiroku-shashin: Genbaku no Nagasaki. Quelques autres paraissent également dans l'exposition et le livre The Family of Man.
Yamahata tombe gravement malade en 1965 à l'occasion de son quarante-huitième anniversaire et du vingtième anniversaire du bombardement de Hiroshima. Il est diagnostiqué avec un cancer terminal du duodénum, probablement causé par les effets résiduels des radiations reçues à Nagasaki en 1945. Il est enterré au cimetière Tama à Tokyo.
Des travaux de restauration sont effectués sur les négatifs de Yamahata après sa mort. Une exposition itinérante intitulée Nagasaki Journey se rend à San Francisco, New York, et Nagasaki en commémoration du 50e anniversaire du bombardement.
Les photographies de Nagasaki par Yamahata restent le document le plus complet sur les effets de la bombe atomique tels qu'ils apparaissent immédiatement après le bombardement. The New York Times a appelé ses photographies « certaines des images les plus puissantes jamais réalisées ».

## Galerie
Clichés de Yamahata dans le domaine public.

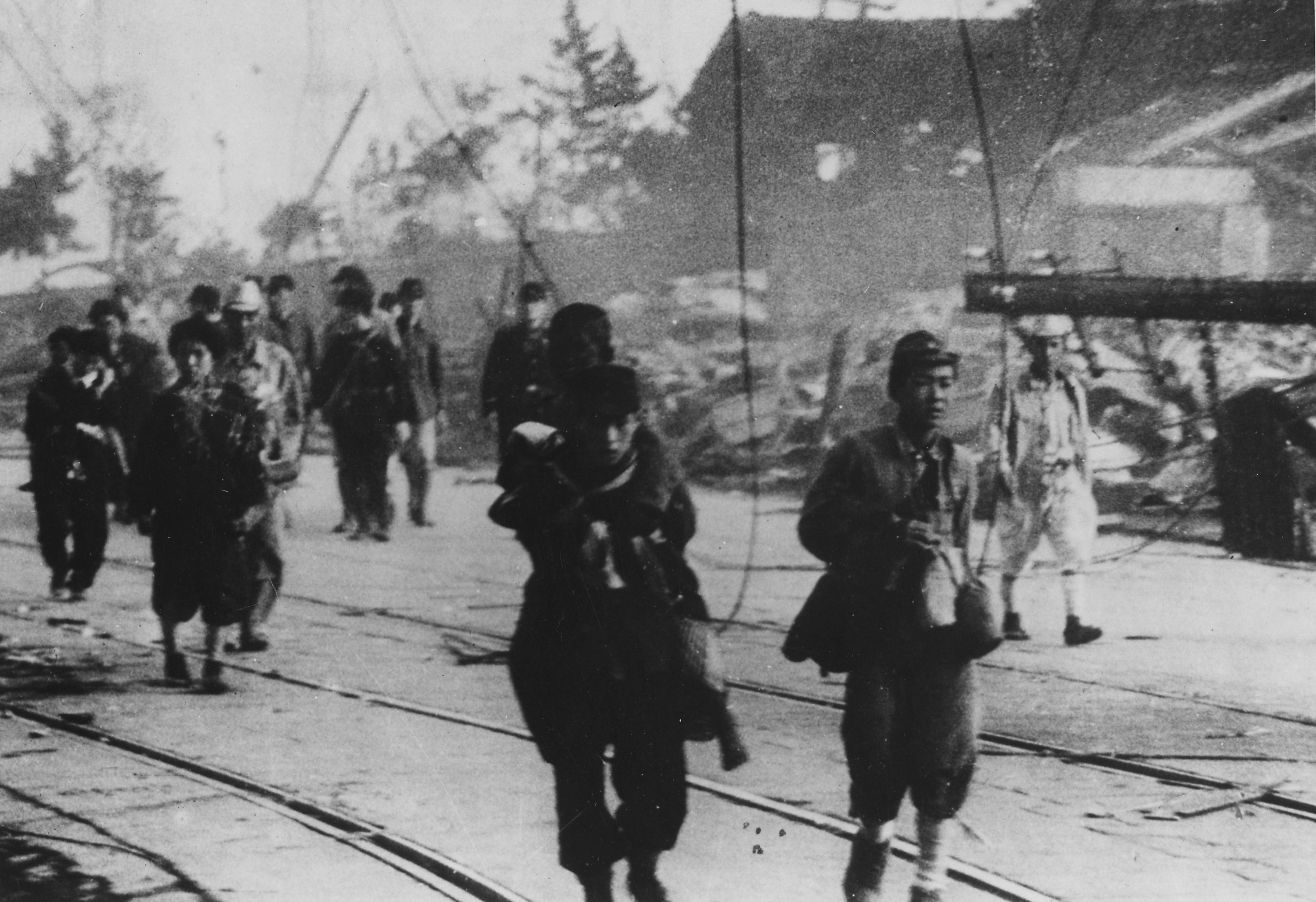
Survivants du bombardement atomique traversant Nagasaki
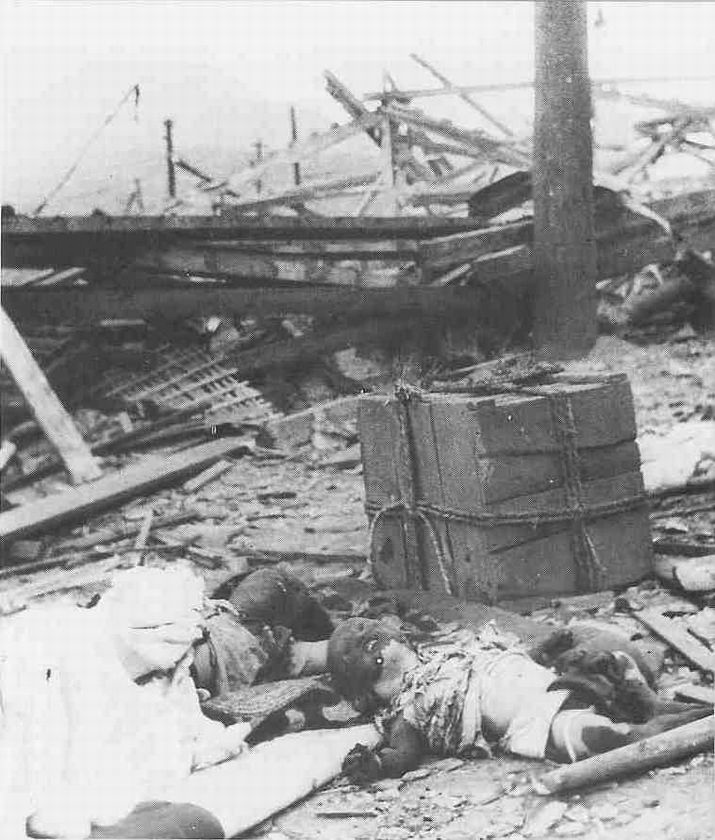
Victimes du bombardement atomique
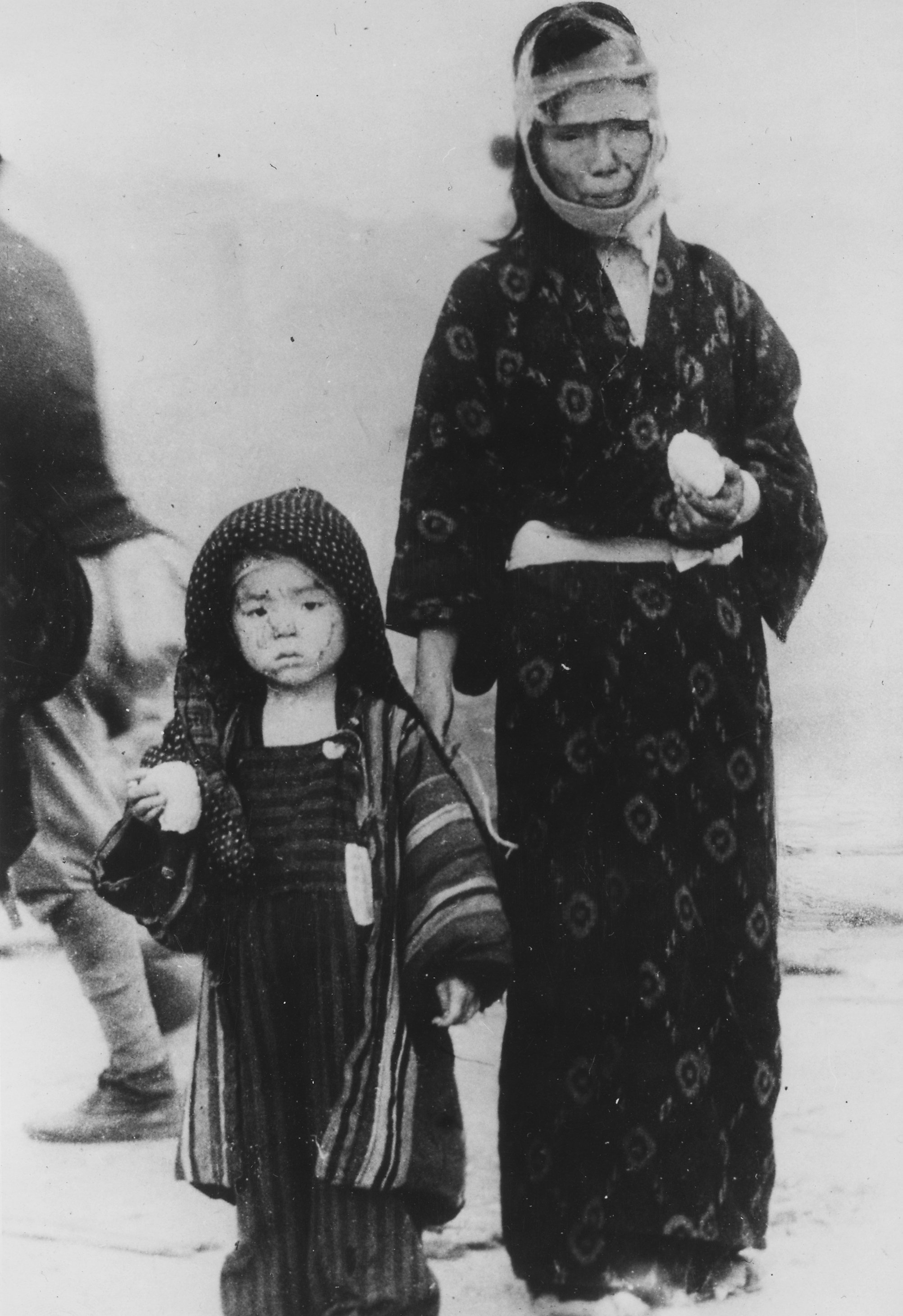
Enfant et sa mère mangeant des onigiri. 10 août 1945, lendemain des bombardements atomiques, à Nagasaki Ichiguchi-cho (à 1,5 km de l'hypocentre)
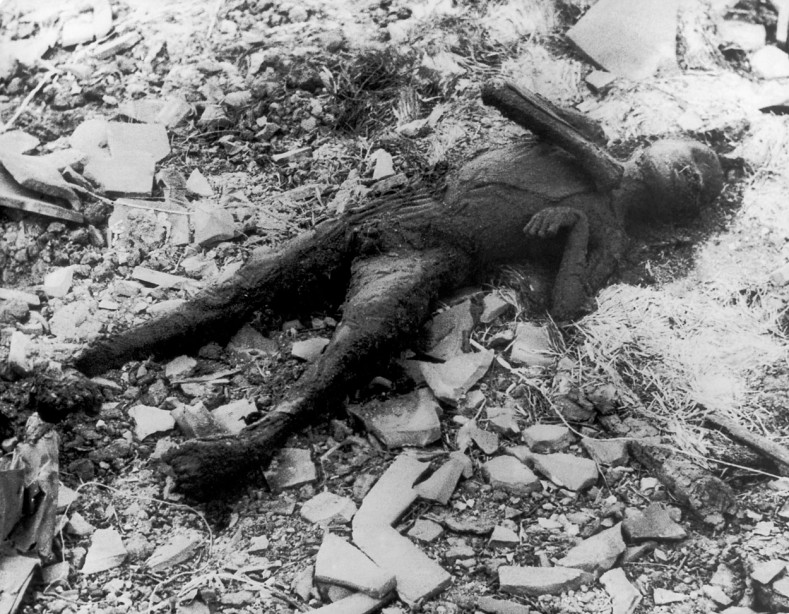
Nagasaki, 10 août 1945. Enfant (inconnu) carbonisé.
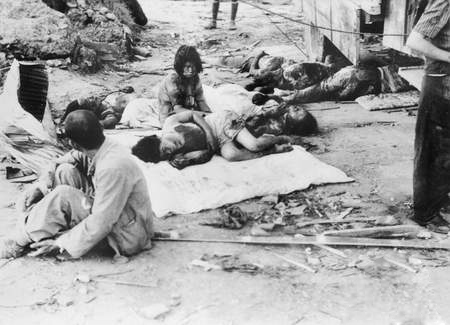
Des survivants de la bombe A attendent des secours devant des camions (à environ 1,1 km de l'hypocentre, près de l'usine d'acier de Mitsubishi)

## Albums de Yamahata
[probablement incomplet)
- Kiroku-shashin: Genbaku no Nagasaki (記録の写真：原爆の長崎?). Daiichi Shuppansha, 1952.
- Genbaku no Nagasaki (原爆の長崎?). Tokyo : Gakufū Shoin, 1959.
- Nagasaki Journey: The Photographs of Yosuke Yamahata August 10, 1945. San Francisco: Pomegranate, 1995.  (ISBN 0-87654-360-3).
- Nagasaki yomigaeru genbaku shashin (長崎よみがえる原爆写真?). Tokyo : NHK, 1995.  (ISBN 4-14-080231-6).
- (ja) Yamahata Yōsuke (山端庸介?). Nihon no shashinka 23. Tokyo : Iwanami, 1998.  (ISBN 4-00-008363-5).

## Sources
(incomplet)
- (ja) Hirakata  (平方正昭?). "Yamahata Yōsuke". Nihon shashinka jiten (日本写真家事典?) / 328 Outstanding Japanese Photographers. Kyoto: Tankōsha, 2000.  (ISBN 4-473-01750-8). En dépit du titre alternatif en anglais, tout le texte est en japonais.
- Kaku: Hangenki (核：半減期?) / The Half Life of Awareness: Photographs of Hiroshima and Nagasaki. Tokyo: musée métropolitain de photographie de Tokyo, 1995.  catalogue d'exposition; Légendes et textes en japonais et en anglais. Quinze pages de photographies de Nagasaki par Yamahata; avec des clichés de Ken Domon, Toshio Fukada, Kikujirō Fukushima, Shigeo Hayashi, Kenji Ishiguro, Shunkichi Kikuchi, Mitsugi Kishida, Eiichi Matsumoto, Yoshito Matsushige, Shōmei Tōmatsu et Hiromi Tsuchida. Texte et légendes en japonais et en anglais.
- (ja) Nihon no shashinka (日本の写真家?) / Biographic Dictionary of Japanese Photography. Tokyo : Nichigai Associates, 2005.  (ISBN 4-8169-1948-1). En dépit du titre alternatif en anglais, tout le texte est en japonais.

## Évocations
- Philippe Forest, Sarinagara, roman, 2003